# 宁深动车组列车

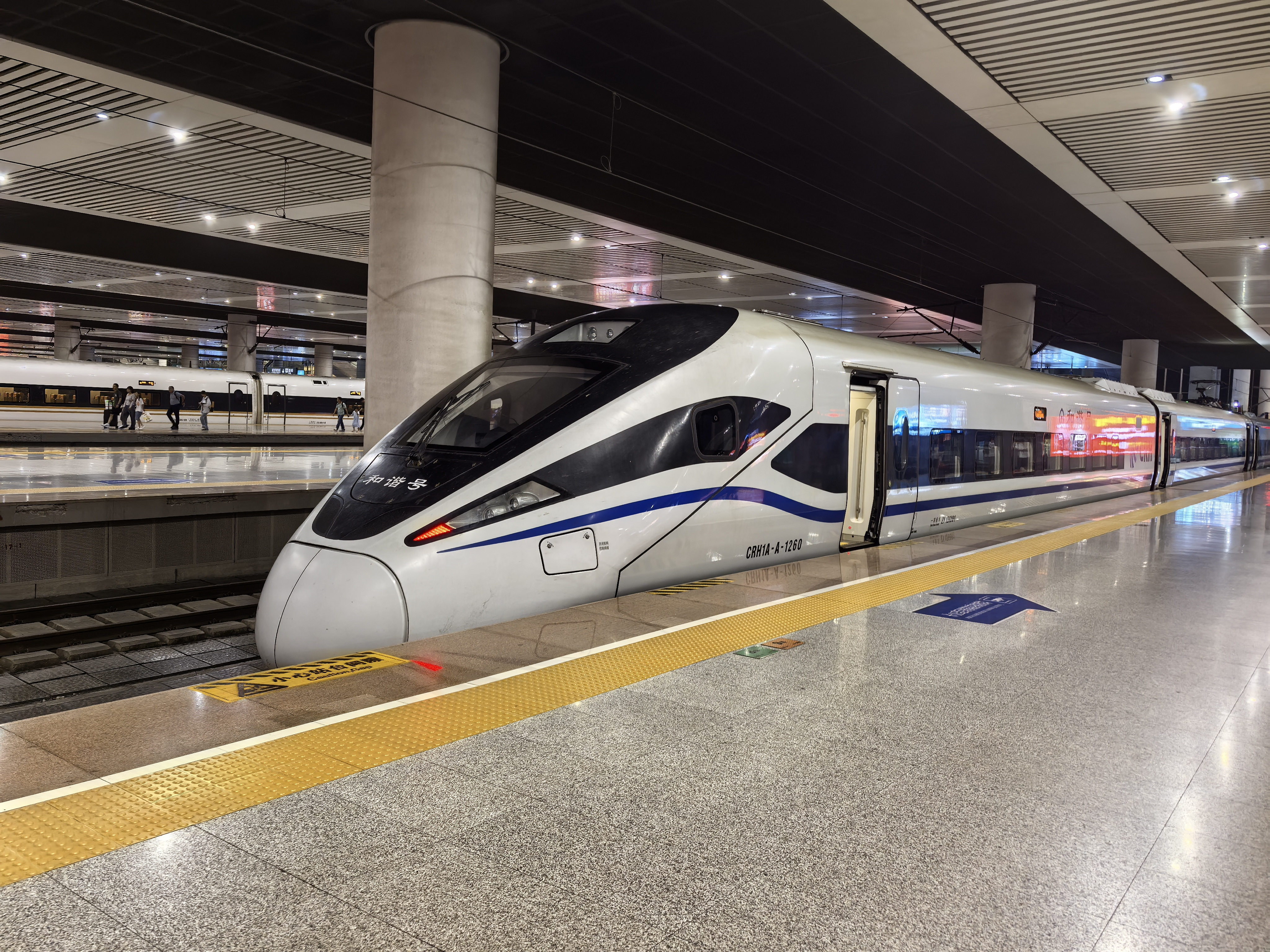
广州局CRH1A-A-1260担当的D2294次列车停靠在南京南站终到

宁深动车组列车是中国铁路运行于江苏省省会南京市南京南站及广东省深圳市深圳北站的动车组列车，自2014年4月26日起开行，由广州局集团广九客运段担任客运乘务，列车全程运行1720公里，途经江苏省、浙江省、福建省、广东省四省。其中南京南站至深圳北站运行11小时35分，使用车次为D2293次，深圳北站至南京南站运行12小时6分，使用车次为D2294次。

## 历史
2014年4月26日，原上海虹桥~深圳北D2281/2282次列车经由沪宁城际铁路延长至南京站始发终到。
2019年7月10日，原温州南~深圳北D2293/2294次列车经由宁杭客运专线、杭福深客运专线延长至南京南站始发终到。
2021年1月20日，D2281/2282次列车调整至南京南站始发终到。
2022年1月10日，原南京南~深圳北G1603/1604次列车改等级为动车组列车，改车次为D2113/2114次。
除现时已有的3对列车以外，南京与深圳间曾还有一对D3125/3126次列车，该对列车已于2020年7月1日起调整为泰州~深圳北（现时运行区段为淮安东~深圳北）。
2025年1月5日，全国铁路实施首季新列车运行图，由CR300BF重联型担任的D2113/2114次列车，由深圳北延长至梅州西始发终到，并改车次号D2101/2104、D2102/2103，途经赣深客运专线和龙龙高速铁路。而CRH2B型担任的D2281/2282次列车，从深圳北站延长至河源东站始发终到，车次改为D2281/2280、D2279/2282次。
2025年7月1日，原南京南～河源东D2281/2280次列车缩短至深圳北终到，车次调整为D2281次。

## 使用列车
D2281次列车使用配属上海局集团南京动车运用所的CRH2B，D2293/2294次列车使用配属广州局集团潮州动车运用所的CRH1A-A。